# ティサウーイヴァーロシュ - ニェークラードハーザ線
ティサウーイヴァーロシュ - ニェークラードハーザ線（ティサウーイヴァーロシュ - ニェークラードハーザせん、ハンガリー語: Tiszaújváros–Nyékládháza-vasútvonal）は、ハンガリー国鉄の鉄道線の名称である。路線番号は89。

## 運行形態
概ね2時間に1本の運行。一日1往復を除き、大部分が80号線のミシュコルツまで直通する。
2022年夏以前は、3時間に1本の運行で、一日3往復を除きニェークラードハーザ以南のみの運行であった。2022年8月29日のダイヤ改正で2時間に1本の運行となり、ほとんどがミシュコルツ直通となった。

## 駅一覧
以下では、ハンガリー国鉄89号線の駅と営業キロ、停車列車、接続路線などを一覧表で示す。
| 路線名 | 駅名                       | 駅間営業キロ | 累計営業キロ | 接続路線                                                 | 所在地                                 | 所在地                     |
| ------ | -------------------------- | ------------ | ------------ | -------------------------------------------------------- | -------------------------------------- | -------------------------- |
| 89     | ティサウーイヴァーロシュ駅 | -            | 0            |                                                          | ボルショド・アバウーイ・ゼンプレーン県 | ティサウーイヴァーロシュ郡 |
| 89     | シャヨーセゲド駅(*1)       | 3            | 3            |                                                          | ボルショド・アバウーイ・ゼンプレーン県 | ティサウーイヴァーロシュ郡 |
| 89     | ナジチェーチ駅（休止中）   |              | (7)          |                                                          | ボルショド・アバウーイ・ゼンプレーン県 | ティサウーイヴァーロシュ郡 |
| 89     | ヘイェーケレストゥール駅   | 10           | 13           |                                                          | ボルショド・アバウーイ・ゼンプレーン県 | ティサウーイヴァーロシュ郡 |
| 89     | ニェークラードハーザ駅     | 4            | 17           | 80号線（シャートラヤウーイヘイ方面、フュゼシャボニ方面） | ボルショド・アバウーイ・ゼンプレーン県 | ミシュコルツ郡             |

(*1): 一時期全列車が通過していたが、2023年度より停車を再開した。